# Austrelatus papuensis
Austrelatus papuensis (лат.) — вид жуков-плавунцов рода Austrelatus из подсемейства Copelatinae (Dytiscidae). Новая Гвинея. Видовое название A. papuensis происходит от имени места, где собрана типовая серия.

## Распространение
Встречается в Папуа — Новая Гвинее на острове Новая Гвинея (провинции Истерн-Хайлендс, Центральная и Моробе)..

## Описание
Мелкие жуки-плавунцы, длина 6,9—7,8 мм. Представителей можно отличить от близких видов по следующей комбинации признаков:
надкрылья с (10-11)+1 бороздками: бороздки 1-3 редуцированы в базальной 1/2, бороздка 1 сильно или полностью редуцирована; передний коготок передней лапки самца толще субапикально и сильнее изогнут вниз, чем задний, в связи с чем на его внутреннем крае имеется медианная насечка. Срединная доля: вершина левой дорсальной доли шире, с более отчетливым гребнем. Надкрылья желтовато-красные до красновато-коричневых между полосами, узко-буровато-чёрные на пронотальном и надкрыльевом дисках, с желтовато-красной головой и боками пронотальной части. Голова желтовато-красные. Надкрылья с (10-11)+1 бороздками.